# Мєсяцев Микола Миколайович
Микола Миколайович Мєсяцев (3 липня 1920, місто Вольськ, тепер Саратовської області, Російська Федерація — 3 вересня 2011, місто Москва) — радянський державний діяч, дипломат, надзвичайний і повноважний посол СРСР в Австралії, голова Комітету з питань радіомовлення і телебачення при РМ СРСР, секретар ЦК ВЛКСМ. Член Бюро ЦК ВЛКСМ у 1956—1959 роках. Кандидат у члени ЦК КПРС у 1966—1971 роках. Депутат Верховної Ради СРСР 7-го скликання. Кандидат юридичних наук (1955).

## Життєпис
Народився в багатодітній родині рахівника-статистика заводу. Після смерті батька в 1930 році разом із родиною переїхав до села Щурово біля міста Коломни Московської області, з 1932 року жив у Москві. У 1936 році вступив до комсомолу. У 1937 році закінчив середню школу № 279 (колишню № 36) в місті Москві.
У вересні 1937 — березні 1940 року — студент Московського юридичного інституту, закінчив три курси. У березні 1940 — вересні 1941 року — слухач військово-морського факультету Військово-юридичної академії Червоної армії, військовий юрист.
Член ВКП(б) з травня 1941 року.
У вересні 1941 — березні 1942 року — молодший слідчий III-го (контррозвідувального) Управління Народного комісаріату військово-морського флоту СРСР. У березні 1942 — квітні 1943 року — слідчий 1-го відділення слідчої частини Управління особливих відділів НКВС СРСР.
У березні — травні 1943 року — заступник начальника особливого відділу НКВС 5-ї гвардійської танкової армії. У травні 1943 — вересні 1945 року — начальник слідчої частини контррозвідувального відділу «СМЕРШ» Народного комісаріату оборони СРСР 5-ї гвардійської танкової армії.
У вересні 1945 — травні 1946 року — в Головному управлінні контррозвідки «СМЕРШ» Народного комісаріату оборони (Міністерства збройних сил) СРСР.
У травні — жовтні 1946 року — інструктор організаційно-інструкторського відділу ЦК ВЛКСМ. У жовтні 1946 — січні 1948 року — відповідальний організатор організаційно-інструкторського відділу ЦК ВЛКСМ.
У січні 1948 — квітні 1950 року — 2-й секретар ЦК ЛКСМ Молдавії.
У квітні 1950 — вересні 1952 року — заступник завідувача відділу комсомольських органів ЦК ВЛКСМ.
У вересні 1952 — червні 1955 року — аспірант Академії суспільних наук при КПРС.
У січні — березні 1953 року — помічник начальника Слідчої частини з особливо важливих справ МДБ СРСР. З березня по липень 1953 року перебував у розпорядженні відділу кадрів МВС СРСР.
У червні 1955 — 1959 року — завідувач відділу пропаганди і агітації ЦК ВЛКСМ.
6 квітня 1956 — 22 жовтня 1959 року — секретар ЦК ВЛКСМ з питань пропаганди і агітації.
У липні 1959 — січні 1962 року — 1-й заступник голови правління Всесоюзного товариства з поширення політичних і наукових знань «Знання».
У січні 1962 — лютому 1963 року — радник-посланник Посольства СРСР у Китайській Народній Республіці.
У лютому 1963 — жовтні 1964 року — заступник завідувача відділу ЦК КПРС по зв'язках із комуністичними і робітничими партіями соціалістичних країн.
30 жовтня 1964 — 9 грудня 1965 року — голова Державного комітету Ради міністрів СРСР із радіомовлення і телебачення. Одночасно 30 жовтня 1964 — 2 жовтня 1965 року — міністр СРСР.
9 грудня 1965 — 17 квітня 1970 року — голова Комітету з питань радіомовлення і телебачення при Раді міністрів СРСР. З вересня 1966 по грудень 1971 року — секретар правління Спілки журналістів СРСР.
24 червня 1970 — 14 липня 1972 року — надзвичайний і повноважний посол СРСР в Австралії. З липня 1972 року — посол із особливих доручень Міністерства закордонних справ СРСР.
2 серпня 1972 року виключений із членів КПРС з формулюванням: «За грубе порушення норм партійного моралі під час перебування надзвичайним і повноважним послом СРСР в Австралійському Союзі і нещирість при розгляді персональної справи».
У грудні 1972—1988 роках — старший науковий співробітник, у 1988 році — завідувач відділу історичних наук Інституту наукової інформації із суспільних науках Академії наук СРСР.
Відновлений в членах КПРС 18 травня 1984 року.
Обирався членом редколегій журналів «Молодий комуніст» і «Журналіст», секретарем Спілки журналістів СРСР, членом Комітету з Ленінських і Державних премій СРСР в галузі літератури і мистецтва, членом Президії профспілки працівників культури СРСР.
З грудня 1988 року — персональний пенсіонер союзного значення в Москві.
Помер 3 вересня 2011 року. Похований у Москві на Троєкуровському цвинтарі.

## Нагороди
- орден Вітчизняної війни І ст. (1985)
- два ордени Вітчизняної війни ІІ ст. (8.05.1944)
- три орден Трудового Червоного Прапора (28.10.1948, 11.10.1949, 8.09.1966)
- орден Пошани (Російська Федерація)
- медаль «За бойові заслуги»
- медаль «За оборону Москви»
- медаль «За взяття Кенігсберга»
- медалі
- надзвичайний і повноважний посол